# −7
−7(마이너스 칠, 음의 칠)은 −8보다 크고 −6보다 작은 음의 정수이다. −7의 절댓값과 반수는 7이며, −7의 역수는 분수로는 −1/7이고, 소수로는 {\displaystyle -0.{\dot {1}}4285{\dot {7}}}이다.